# Arkadiusz Godel
Arkadiusz Godel (Lublin, 1952. február 4. –) olimpiai és világbajnok lengyel tőrvívó.